# Jeskola Buzz

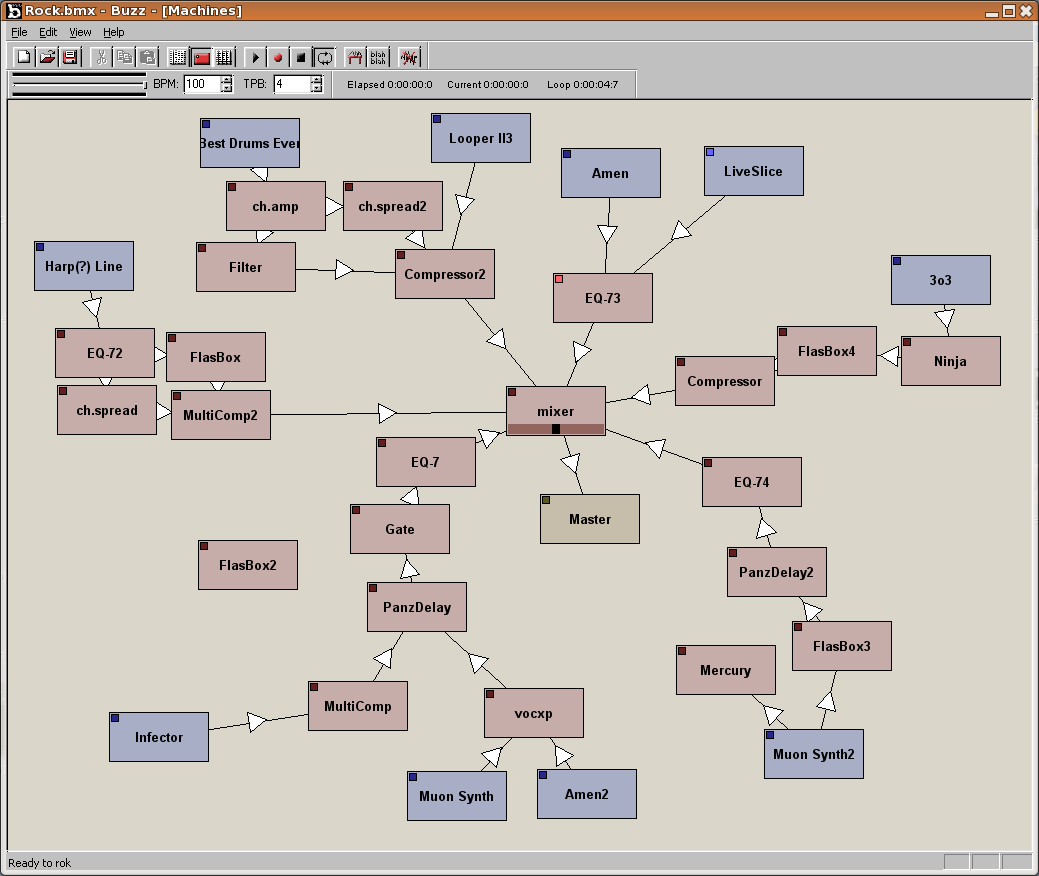
Screenshot Jeskola Buzz (2006)

Jeskola Buzz, oder kurz nur Buzz, ist ein Freeware-Software-Synthesizer, das seit Mitte 1997 von Oskari Tammelin der Demogruppe Jeskola in Finnland entwickelt wird. Buzz ist ein Plug-in basierter sogenannter 3rd Generation Tracker, also ein Sequenzer.
Über die Jahre hat sich eine weitreichende Szene um das Programm entwickelt, das auch von populären Künstlern der Elektronik-Szene wie James Holden oder Andreas Tilliander benutzt wird.

## Grundkonzept
Buzz ist ein Plug-in basierter sogenannter 3rd Generation Tracker, für den inzwischen weit mehr als 1000 Plug-ins verfügbar sind. Außerdem bietet Buzz VST(i)-Unterstützung. Es gliedert sich in drei Hauptmodule: Die Machineview, den Pattern Editor und den Sequencer. Im Machineview lassen sich die Plug-ins laden und die Signale frei routen. Der Sequencer ist im Gegensatz zu herkömmlichen Trackern nicht linear aufgebaut. Dies bedeutet, dass Parts frei arrangiert werden können wie in üblichen Sequencer-Programmen. Der Pattern-Editor hat sich in den letzten Betaversionen dahingehend entwickelt, dass er nicht mehr zwangsläufig ein solcher ist. Es wurde die Möglichkeit implementiert, dass Programmierer eigene Editoren als Plug-ins beisteuern. Dieses Feature bedeutet, dass die Bezeichnung Tracker für Buzz immer unzutreffender wird. So arbeitet Oskari Tammelin selbst an einer Pianoroll.

## Bekannte Nutzer
- Andrew Sega[3]
- James Holden, dessen frühe Projekte vollständig in Buzz produziert waren.[4][5]
- Andreas Tilliander[6]
- The Field[7]
- Oliver Lieb
- KiNK
- Lackluster
- Avus
- Elektro Willi und Sohn

## Geschichte
Obwohl Buzz Tracker-basiert ist, spielt die Wiedergabe und Manipulation von Samples nur eine untergeordnete Rolle im Programm. Neben den klassischen Samplern gibt es in Buzz etliche native Synthesizer (in Buzz als „Generators“ bezeichnet) und Effektgeräte (in Buzz „Effects“ genannt); außerdem ist die Nutzung von VST-Geräten möglich.
Durch den überwiegenden Verzicht auf eine eigene grafische Benutzeroberfläche wirkt Buzz oftmals abschreckend auf Erstnutzer. Die elementar-funktionale Programmstruktur ermöglicht allerdings erst die große Flexibilität von Buzz, die sich unter anderem darin zeigt, dass das Programm nicht installiert werden muss, sondern mit dem Öffnen der Ausführungsdatei bereits funktionsfähig ist (zumindest in der ursprünglichen Programmversion, neuere Modifikationen erfordern eine Installation). Des Weiteren sind Plug-ins für Buzz für jeden Programmierer mit C++-Kenntnissen leicht zu erstellen und zu implementieren, was einerseits zu einer Vielzahl verschiedenster verfügbarer Plug-ins führt, andererseits aber dazu, dass viele Einstellungen schlecht klingen oder sogar zu Programmabstürzen führen. Dadurch wird das Musizieren selbst oftmals weniger als intuitives Spielen empfunden denn wiederum als Programmieren.
Nach der Veröffentlichung der aktuellen Version Beta 1.2 musste Oskari Tammelin die Entwicklung von Buzz einstellen, weil ihm aufgrund eines Festplattendefektes die einzige Kopie des Quelltextes verlorenging. Seitdem gab es verschiedene Versuche, entweder den Binärcode des Original-Programms durch Hacks zu optimieren oder Programme von Grund auf neu zu programmieren, die Buzz nachempfunden sind („Buzz-Clones“, siehe Links). Auch gab es jahrelang Gerüchte über eine offizielle Version 2, nach dem fast vollständigen Rückzug von Oskari Tammelin aus der Szene schien dies jedoch immer unwahrscheinlicher. Am 2. Juli 2008 veröffentlichte Buzzmachines.com die Meldung, dass Oskari Tammelin an einer neuen Version arbeitet, die er teilweise aus alten Backups rekonstruieren, teilweise neu implementieren will. Eine Beta-Version ist bereits verfügbar und um inzwischen zahlreiche grundlegende Funktionen erweitert worden.